# Menschen in Gottes Hand (Maxwell)
Menschen in Gottes Hand ist eine mehrbändige Ausgabe von Geschichten der Bibel, die von Arthur S. Maxwell für Kinder nacherzählt wurden.

## Überblick

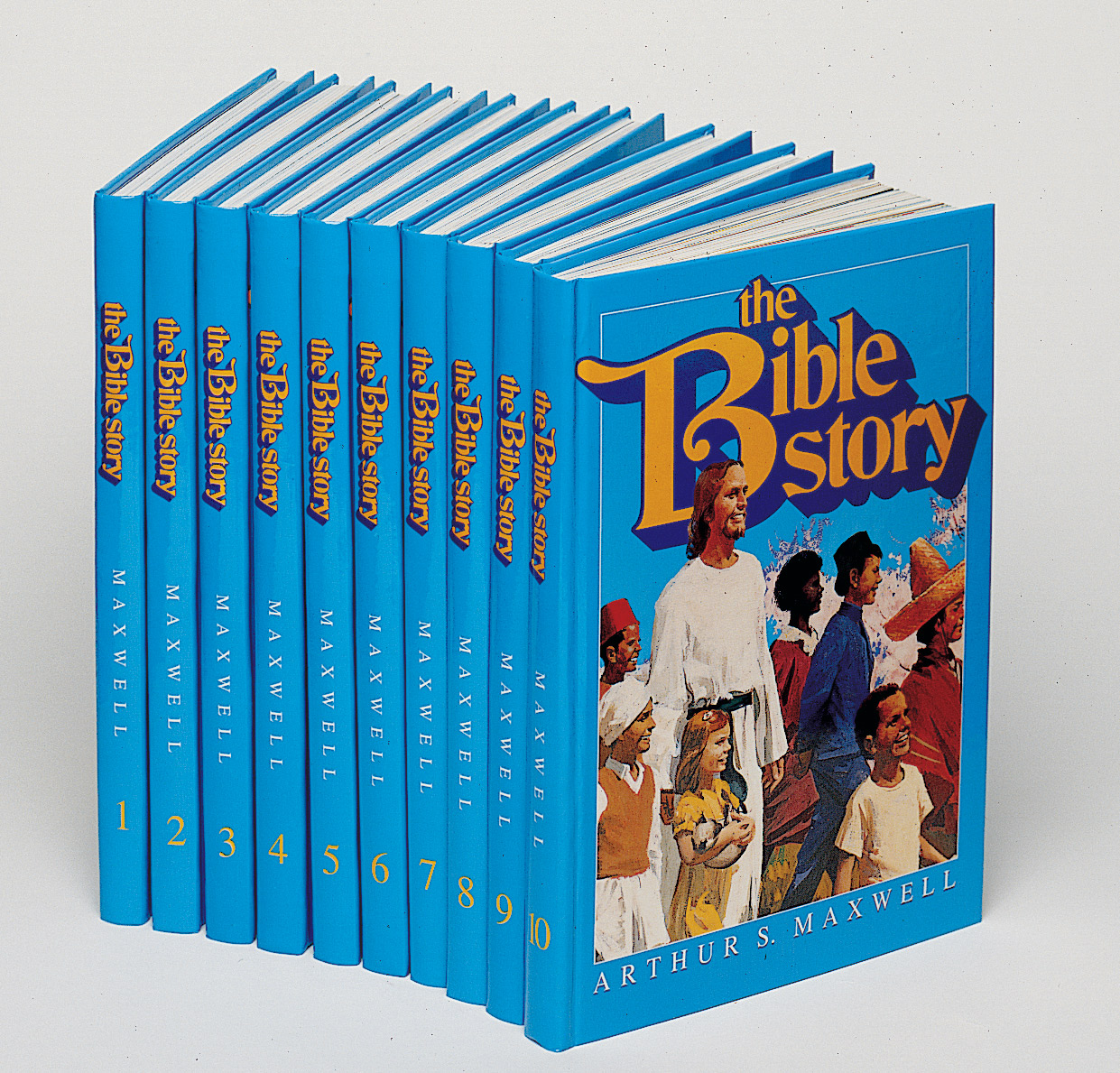
The Bible Story

Die Reihe, die der Tradition der Kinderbibeln zugehört, wurde 1953 bis 1957 zuerst in englischer Sprache unter dem Titel The Bible Story von der Freikirche der Siebenten-Tags-Adventisten veröffentlicht. In insgesamt 411 Geschichten in 10 Bänden werden die meisten Begebenheiten der Bibel in einer auf Kinder zugeschnittenen Weise erzählt. Schon früh gab es Übersetzungen ins Spanische, Französische und Deutsche, die auch in diesen Sprachräumen weite Verbreitung fanden. Die deutschen Übersetzungen erschienen zwischen 1964 und 1971. Alle Bände sind farbig illustriert, die Illustratoren werden aber nur in Ausnahmefällen genannt.
In den Jahren 2000 bis 2002 erschien die Reihe erneut in veränderter Aufmachung in acht Bänden unter dem Titel Familienbibel – Menschen in Gottes Hand, welche von Sylvia Renz und Sandra Wieschollek auch inhaltlich überarbeitet wurde.

## Ausgaben
- Arthur S. Maxwell (Hrsg.): The Bible Story. 10 Bände. Review and Herald Publishing Association 1953–1957.

Deutsche Übersetzung
Menschen in Gottes Hand. 11 Bände. Saatkorn-Verl. Lüneburg,  1953. (Mehrere Auflagen.)

## Bedeutung
Besonders International erfreute sich die Kinderbibel großer Beliebtheit. Regisseur Cecil DeMill schrieb an Maxwell „Wenn du in deinem Leben nichts anderes getan hast, als die Bibel für Kinder einfach zu machen, dann hast du nicht umsonst gelebt.“ Queen Elizabeth II schrieb in einem Fanbrief, dass sie die Kinderbibel in die königlichen Bibliothek aufnehmen ließ, sodass Prinzessin Anne und Prinz Charles diese Bücher lesen konnten. Auch die ehemalige Schatzmeisterin der USA Ivy Baker Priest schrieb, dass sie ihren Kindern aus diesen Büchern vorlas.
Maxwell übergab die Buchreihe weiterhin an Ronald Reagan, als er noch Gouverneur von Kalifornien war, sowie 1967 an das Weißen Haus für die Kinder von President John F. Kennedy, der zu dieser Zeit mit seiner Familie in Camp Davis war.